# Sci alpino ai IX Giochi paralimpici invernali
Le gare di sci alpino ai IX Giochi paralimpici invernali si sono disputate dall'11 al 19 marzo 2006 a Sestriere, nell'impianto di Sestriere Borgata.

## Gare maschili

### Discesa libera - In piedi
Borgata - 11 marzo 2006
| Pos. | Atleta           | Nazione     | Risultato |
| ---- | ---------------- | ----------- | --------- |
| 1    | Gerd Schönfelder | Germania    | 1'18"49   |
| 2    | Michael Milton   | Australia   | 1'19"86   |
| 3    | Walter Lackner   | Austria     | 1'20"19   |
| 4    | Hans Burn        | Svizzera    | 1'20"34   |
| 5    | Manfred Auer     | Austria     | 1'22"45   |
| 6    | James Lagerstrom | Stati Uniti | 1'22"49   |

### Discesa libera - Seduti
Borgata - 12 marzo 2006
| Pos. | Atleta                   | Nazione     | Risultato |
| ---- | ------------------------ | ----------- | --------- |
| 1    | Kevin Bramble            | Stati Uniti | 1'21"03   |
| 2    | Christopher Devlin-Young | Stati Uniti | 1'22"04   |
| 3    | Denis Barbet             | Francia     | 1'22"20   |
| 4    | Takeshi Suzuki           | Giappone    | 1'22"29   |
| 5    | Carl Burnett             | Stati Uniti | 1'22"48   |
| 6    | Sean Rose                | Regno Unito | 1'22"71   |

### Discesa libera - Disabili visivi
Borgata - 12 marzo 2006
| Pos. | Atleta                | Nazione    | Risultato |
| ---- | --------------------- | ---------- | --------- |
| 1    | Gerd Gradwohl         | Germania   | 1'17"22   |
| 2    | Chris Williamson      | Canada     | 1'17"99   |
| 3    | Nicolas Berejny       | Francia    | 1'18"39   |
| 4    | Radomir Dudas         | Slovacchia | 1'19"24   |
| 5    | Gianmaria Dal Maistro | Italia     | 1'22"19   |
| 6    | Eric Villalón         | Spagna     | 1'23"15   |

### Super-G - In piedi
Borgata - 13 marzo 2006
| Pos. | Atleta            | Nazione   | Risultato |
| ---- | ----------------- | --------- | --------- |
| 1    | Walter Lackner    | Austria   | 1'11"87   |
| 2    | Gerd Schönfelder  | Germania  | 1'11"89   |
| 3    | Toby Kane         | Australia | 1'12"03   |
| 4    | Thomas Pfyl       | Svizzera  | 1'12"25   |
| 5    | Masahiko Tokai    | Giappone  | 1'12"61   |
| 6    | Robert Muesburger | Austria   | 1'13"08   |

### Super-G - Seduti
Borgata - 14 marzo 2006
| Pos. | Atleta              | Nazione     | Risultato |
| ---- | ------------------- | ----------- | --------- |
| 1    | Martin Braxenthaler | Germania    | 1'12"83   |
| 2    | Harald Eder         | Austria     | 1'14"43   |
| 3    | Robert Froehle      | Austria     | 1'15"04   |
| 4    | Nick Catanzarite    | Stati Uniti | 1'15"12   |
| 5    | Reini Sampl         | Austria     | 1'15"37   |
| 6    | Taiki Morii         | Giappone    | 1'15"46   |

### Super-G - Disabili visivi
Borgata - 14 marzo 2006
| Pos. | Atleta                | Nazione    | Risultato |
| ---- | --------------------- | ---------- | --------- |
| 1    | Gianmaria Dal Maistro | Italia     | 1'14"16   |
| 2    | Radomir Dudas         | Slovacchia | 1'14"37   |
| 3    | Chris Williamson      | Canada     | 1'14"53   |
| 4    | Eric Villalón         | Spagna     | 1'15"35   |
| 5    | Miroslav Haraus       | Slovacchia | 1'20"06   |
| 6    | Jakub Krako           | Slovacchia | 1'25"07   |

### Slalom gigante - In piedi
Borgata - 16 marzo 2006
| Pos. | Atleta            | Nazione    | Risultato |
| ---- | ----------------- | ---------- | --------- |
| 1    | Gerd Schönfelder  | Germania   | 1'48"61   |
| 2    | Masahiko Tokai    | Giappone   | 1'49"93   |
| 3    | Thomas Pfyl       | Svizzera   | 1'50"82   |
| 4    | Martin France     | Slovacchia | 1'50"85   |
| 5    | Robert Muesburger | Austria    | 1'50"89   |
| 6    | Hans Burn         | Svizzera   | 1'51"37   |

### Slalom gigante - Seduti
Borgata - 17 marzo 2006
| Pos. | Atleta                   | Nazione     | Risultato |
| ---- | ------------------------ | ----------- | --------- |
| 1    | Martin Braxenthaler      | Germania    | 1'50"83   |
| 2    | Taiki Morii              | Giappone    | 1'52"44   |
| 3    | Juergen Egle             | Austria     | 1'52"79   |
| 4    | Christopher Devlin-Young | Stati Uniti | 1'55"37   |
| 5    | Harald Eder              | Austria     | 1'55"68   |
| 6    | Tyler Walker             | Stati Uniti | 1'56"18   |

### Slalom gigante - Disabili visivi
Borgata - 17 marzo 2006
| Pos. | Atleta                | Nazione    | Risultato |
| ---- | --------------------- | ---------- | --------- |
| 1    | Nicolas Berejny       | Francia    | 1'50"66   |
| 2    | Gianmaria Dal Maistro | Italia     | 1'52"77   |
| 3    | Eric Villalón         | Spagna     | 1'54"02   |
| 4    | Radomir Dudas         | Slovacchia | 1'55"85   |
| 5    | Norbert Holik         | Slovacchia | 1'57"53   |
| 6    | Luigi Bertanza        | Italia     | 1'59"95   |

### Slalom speciale - In piedi
Borgata - 18 marzo 2006
| Pos. | Atleta            | Nazione  | Risultato |
| ---- | ----------------- | -------- | --------- |
| 1    | Robert Muesburger | Austria  | 1'22"01   |
| 2    | Thomas Pfyl       | Svizzera | 1'22"30   |
| 3    | Gerd Schönfelder  | Germania | 1'22"54   |
| 4    | Masahiko Tokai    | Giappone | 1'22"96   |
| 5    | Simon Raaflaub    | Svizzera | 1'23"20   |
| 5    | Hiraku Misawa     | Giappone | 1'23"20   |

### Slalom speciale - Seduti
Borgata - 19 marzo 2006
| Pos. | Atleta              | Nazione  | Risultato |
| ---- | ------------------- | -------- | --------- |
| 1    | Martin Braxenthaler | Germania | 1'23"19   |
| 2    | Harald Eder         | Austria  | 1'26"78   |
| 3    | Juergen Egle        | Austria  | 1'28"39   |
| 4    | Taiki Morii         | Giappone | 1'28"68   |
| 5    | Denis Barbet        | Francia  | 1'31"47   |
| 6    | Andreas Kapfinger   | Austria  | 1'31"54   |

### Slalom speciale - Disabili visivi
Borgata - 19 marzo 2006
| Pos. | Atleta          | Nazione    | Risultato |
| ---- | --------------- | ---------- | --------- |
| 1    | Nicolas Berejny | Francia    | 1'26"84   |
| 2    | Eric Villalón   | Spagna     | 1'27"16   |
| 3    | Gerd Gradwohl   | Germania   | 1'27"26   |
| 4    | Radomir Dudas   | Slovacchia | 1'27"97   |
| 5    | Norbert Holik   | Slovacchia | 1'30"00   |
| 6    | Daniel Cintula  | Slovacchia | 1'31"07   |

## Gare femminili

### Discesa libera - In piedi
Borgata - 11 marzo 2006
| Pos. | Atleta               | Nazione    | Risultato |
| ---- | -------------------- | ---------- | --------- |
| 1    | Solène Jambaqué      | Francia    | 1'28"00   |
| 2    | Reinhild Möller      | Germania   | 1'30"00   |
| 3    | Iveta Chlebáková     | Slovacchia | 1'30"43   |
| 4    | Lauren Woolstencroft | Canada     | 1'31"64   |
| 5    | Danja Haslacher      | Austria    | 1'33"05   |
| 6    | Melania Corradini    | Italia     | 1'33"12   |

### Discesa libera - Seduti
Borgata - 12 marzo 2006
| Pos. | Atleta          | Nazione     | Risultato |
| ---- | --------------- | ----------- | --------- |
| 1    | Laurie Stephens | Stati Uniti | 1'29"6    |
| 2    | Kuniko Obinata  | Giappone    | 1'30"89   |
| 3    | Claudia Lösch   | Austria     | 1'31"30   |
| 4    | Lacey Heward    | Stati Uniti | 1'36"57   |

### Discesa libera - Disabili visivi
Borgata - 12 marzo 2006
| Pos. | Atleta              | Nazione | Risultato |
| ---- | ------------------- | ------- | --------- |
| 1    | Pascale Casanova    | Francia | 1'28"79   |
| 2    | Sabine Gasteiger    | Austria | 1'32"61   |
| 3    | Silvia Parente      | Italia  | 1'34"37   |
| 4    | Carmen Garcia Rigav | Spagna  | 1'45"42   |
| 5    | Natasha De Troyer   | Belgio  | 1'47"03   |

### Super-G - In piedi
Borgata - 13 marzo 2006
| Pos. | Atleta               | Nazione     | Risultato |
| ---- | -------------------- | ----------- | --------- |
| 1    | Solène Jambaqué      | Francia     | 1'14"13   |
| 2    | Lauren Woolstencroft | Canada      | 1'16"13   |
| 3    | Danja Haslacher      | Austria     | 1'18"47   |
| 4    | Allison Jones        | Stati Uniti | 1'19"39   |
| 5    | Andrea Rothfuss      | Germania    | 1'19"49   |
| 6    | Sandy Dukat          | Stati Uniti | 1'20"14   |

### Super-G - Seduti
Borgata - 14 marzo 2006
| Pos. | Atleta          | Nazione     | Risultato |
| ---- | --------------- | ----------- | --------- |
| 1    | Laurie Stephens | Stati Uniti | 1'19"16   |
| 2    | Kuniko Obinata  | Giappone    | 1'22"22   |
| 3    | Kimberly Joines | Canada      | 1'23"04   |
| 4    | Stephani Victor | Stati Uniti | 1'23"44   |
| 5    | Tatsuko Aoki    | Giappone    | 1'25"76   |
| 6    | Daila Dameno    | Italia      | 1'26"02   |

### Super-G - Disabili visivi
Borgata - 14 marzo 2006
| Pos. | Atleta              | Nazione    | Risultato |
| ---- | ------------------- | ---------- | --------- |
| 1    | Sabine Gasteiger    | Austria    | 1'24"24   |
| 2    | Anna Kulíšková      | Slovacchia | 1'25"99   |
| 3    | Silvia Parente      | Italia     | 1'26"79   |
| 4    | Carmen Garcia Rigav | Spagna     | 1'34"32   |
| 5    | Natasha De Troyer   | Belgio     | 1'39"99   |
| 6    | Anna Cohi           | Spagna     | 1'52"18   |

### Slalom gigante - In piedi
Borgata - 16 marzo 2006
| Pos. | Atleta               | Nazione     | Risultato |
| ---- | -------------------- | ----------- | --------- |
| 1    | Lauren Woolstencroft | Canada      | 1'57"81   |
| 2    | Andrea Rothfuss      | Germania    | 1'59"42   |
| 3    | Solène Jambaqué      | Francia     | 1'59"81   |
| 4    | Iveta Chlebáková     | Slovacchia  | 2'01"89   |
| 5    | Allison Jones        | Stati Uniti | 2'03"16   |
| 6    | Theresa Kempfle      | Germania    | 2'05"21   |

### Slalom gigante - Seduti
Borgata - 17 marzo 2006
| Pos. | Atleta          | Nazione     | Risultato |
| ---- | --------------- | ----------- | --------- |
| 1    | Kuniko Obinata  | Giappone    | 2'05"03   |
| 2    | Laurie Stephens | Stati Uniti | 2'05"11   |
| 3    | Daila Dameno    | Italia      | 2'08"08   |
| 4    | Stephani Victor | Stati Uniti | 2'12"63   |
| 5    | Claudia Lösch   | Austria     | 2'16"02   |
| 6    | Tatsuko Aoki    | Giappone    | 2'16"64   |

### Slalom gigante - Disabili visivi
Borgata - 17 marzo 2006
| Pos. | Atleta              | Nazione    | Risultato |
| ---- | ------------------- | ---------- | --------- |
| 1    | Silvia Parente      | Italia     | 2'04"51   |
| 2    | Pascale Casanova    | Francia    | 2'04"78   |
| 3    | Sabine Gasteiger    | Austria    | 2'05"83   |
| 4    | Anna Kulíšková      | Slovacchia | 2'19"99   |
| 5    | Natasha De Troyer   | Belgio     | 2'20"72   |
| 6    | Carmen Garcia Rigav | Spagna     | 2'23"47   |

### Slalom speciale - In piedi
Borgata - 18 marzo 2006
| Pos. | Atleta           | Nazione     | Risultato |
| ---- | ---------------- | ----------- | --------- |
| 1    | Allison Jones    | Stati Uniti | 1'30"14   |
| 2    | Solène Jambaqué  | Francia     | 1'32"61   |
| 3    | Sandy Dukat      | Stati Uniti | 1'33"66   |
| 4    | Andrea Rothfuss  | Germania    | 1'34"90   |
| 5    | Iveta Chlebáková | Slovacchia  | 1'35"38   |
| 6    | Elitsa Storey    | Stati Uniti | 1'37"33   |

### Slalom speciale - Seduti
Borgata - 19 marzo 2006
| Pos. | Atleta                | Nazione     | Risultato |
| ---- | --------------------- | ----------- | --------- |
| 1    | Stephani Victor       | Stati Uniti | 1'48"54   |
| 2    | Daila Dameno          | Italia      | 1'49"53   |
| 3    | Tatsuko Aoki          | Giappone    | 1'51"39   |
| 4    | Lacey Heward          | Stati Uniti | 1'53"56   |
| 5    | Christiane Singhammer | Germania    | 1'53"58   |
| 6    | Claudia Lösch         | Austria     | 1'54"27   |

### Slalom speciale - Disabili visivi
Borgata - 19 marzo 2006
| Pos. | Atleta              | Nazione | Risultato |
| ---- | ------------------- | ------- | --------- |
| 1    | Pascale Casanova    | Francia | 1'37"37   |
| 2    | Sabine Gasteiger    | Austria | 1'38"39   |
| 3    | Silvia Parente      | Italia  | 1'41"46   |
| 4    | Natasha De Troyer   | Belgio  | 1'46"48   |
| 5    | Carmen Garcia Rigav | Spagna  | 1'53"79   |
| 6    | Anna Cohi           | Spagna  | 1'59"70   |

## Medagliere per nazioni
| Posizione | Paese       |    |    |    | Totale |
| --------- | ----------- | -- | -- | -- | ------ |
| 1         | Germania    | 6  | 3  | 2  | 11     |
| 2         | Francia     | 6  | 2  | 3  | 11     |
| 3         | Stati Uniti | 5  | 2  | 1  | 8      |
| 4         | Austria     | 3  | 4  | 7  | 14     |
| 5         | Italia      | 2  | 2  | 4  | 8      |
| 6         | Giappone    | 1  | 4  | 1  | 6      |
| 7         | Canada      | 1  | 2  | 2  | 5      |
| 8         | Australia   | 0  | 1  | 1  | 2      |
| 8         | Slovacchia  | 0  | 1  | 1  | 2      |
| 8         | Spagna      | 0  | 1  | 1  | 2      |
| 8         | Svizzera    | 0  | 1  | 1  | 2      |
| 12        | Rep. Ceca   | 0  | 1  | 0  | 1      |
| Totale    | Totale      | 24 | 24 | 24 | 72     |